# Wayne Glasgow
Victor Wayne Glasgow (Dacoma (Oklahoma), 17 de janeiro de 1926 - Bartlesville, 31 de dezembro de 2000) foi um basquetebolista estadunidense que integrou a Seleção Estadunidense na conquista da Medalha de Ouro disputada nos XV Jogos Olímpicos de Verão em 1952 realizados em Helsínquia na Finlândia.